# Aleksandra Szemioth
Aleksandra Szemioth (ur. 13 maja 1936 na Wileńszczyźnie, zm. 2 stycznia 2021 w Krakowie) – polska działaczka sybiracka, dama orderów. 

## Życiorys
Założycielka i wieloletnia prezes Krakowskiego Oddziału Związku Sybiraków, członek Zarządu Głównego i przewodnicząca Komisji Historycznej ZS. Współpracowała z Instytutem Pamięci Narodowej. Była córką Mieczysława Szemiotha i Marii Potockiej. W czasie II wojny światowej (1940) została zesłana wraz z rodziną do Kazachstanu, gdzie przebywała przez sześć lat. Po reaktywacji Związku Sybiraków w 1988 roku Aleksandra Szemioth poczyniła istotne starania w kierunku utworzenia krakowskiego oddziału tej organizacji, od 2011 roku piastując funkcję jej prezesa. W 2013 roku na łamach czasopisma Cracovia Leopolis udzieliła wywiadu, w którym opowiedziała między innymi o sowieckich represjach i czasie pobytu w Kazachstanie.
W 2017 została laureatką nagrody honorowej „Świadek Historii” przyznanej przez Instytut Pamięci Narodowej.
Zmarła 2 stycznia 2021 w Krakowie, została pochowana 14 stycznia tego roku na miejscowym cmentarzu Rakowickim.

## Publikacje
- Tak było... Sybiracy[9]
- Materiały źródłowe do dziejów sybirackich: ze zbiorów Komisji Historycznej Związku Sybiraków, Oddział w Krakowie[10]

## Odznaczenia i wyróżnienia
Na podstawie:
- Krzyż Zesłańców Sybiru

- Medal „Pro Bono Poloniae”

- Krzyż Oficerski Orderu Odrodzenia Polski (pośmiertnie)
- nagroda Świadek Historii
- Złota Odznaka za Zasługi dla Związku Sybiraków